# Guazzora
Guazzora é uma comuna italiana da região do Piemonte, província de Alexandria, com cerca de 311 habitantes. Estende-se por uma área de 2,9 km², tendo uma densidade populacional de 107 hab/km². Faz fronteira com Alzano Scrivia, Castelnuovo Scrivia, Isola Sant'Antonio, Molino dei Torti, Sale.

## Demografia
| Variação demográfica do município entre 1861 e 2011                               |
|                                                                                   |
| Fonte: Istituto Nazionale di Statistica (ISTAT) - Elaboração gráfica da Wikipedia |